# Павловская волость (Звенигородский уезд)
Павловская волость — волость в составе Звенигородского и Воскресенского уездов Московской губернии. Существовала до 1929 года. Центром волости было село Павловская Слобода.
По данным 1919 года в Павловской волости Звенигородского уезда было 54 сельсовета: Абушковский, Аксеновский, Александровский, Аникеевский, Аносинский, Баркеевский, Борзовский, Бузлановский, Веледниковский, Вельяминовский, Воронинский, Воронковский, Глуховский, Гореносовский, Дедковский, Жевневский, Желябинский, Захарковский, Захаровский, Зеленьковский, Ивановский-Ближний, Ивановский-Дальний, Ильинский, Исаковский, Козенковский, Красновидовский, Крюковский, Ламоновский, Лешинский, Лешковский, Лобановский, Лохинский, Михайловский, Нахабинский, Никольский, Новинский, Ново-Никольский, Обручанховский, Обуховский, Павловский, Павлово-Слободский, Падиковский, Петровский, Писковский, Поздняковский, Покровский, Раздоровский, Рождественский, Славковский, Степановский, Талицкий, Черновский, Чесноковский, Юрьевский.
В 1920 году число сельсоветов сократиось до 23: Аносинский, Бузлановский, Воронинский, Глуховский, Захарковский, Захаровский, Зеленьковский, Ильинский, Исаковский, Красновидовский, Крюковский, Лешковский, Лобановский, Нахабинский, Никольский, Ново-Никольский, Павловский, Петровский, Поздняковский, Покровский, Рождественский, Талицкий, Юрьевский.
14 января 1921 года Павловская волость была передана в новообразованный Воскресенский уезд. В том же году был упразднён Петровский с/с.
В 1923 году из Аносинского с/с был выделен Падиковский с/с, из Захаровского — Воронинский и Лохинский, из Зеленьковского — Борзовский, из Исаковского — Новинковский и Чернодеревенский, из Красновидовского — Борисковский, из Никольского — Степановский, из Ново-Никольского — Гореносовский, из Петровского — Веледниковский, из Рождественского — Жевневский, из Талицкого — Ленинский, из Юрьевского — Абушковский.
В 1924 году Абушковский, Борзовский, Борисковский, Бузлановский, Веледниковский, Жевневский, Ленинский, Лобановский, Новинковский, Ново-Никольский, Падиковский, Чернодеревенский и Чесноковский с/с были упразднены. Поздняковский и Никольский с/с были объединены в Никольско-Урюпинский с/с. 7 апреля 1924 года из Ивано-Шныревской волости Звенигородского уезда в Павловскую были переданы селения Грибаново, Дмитровское и Тимошкино (в 1925 году в селениях Дмитровское и Тимошкино были образованы сельсоветы).
В 1925 году Лешковский с/с был переименован в Веледниковский.
В 1926 году Гореносовский с/с был переименован в Ново-Никольский. Из Веледниковского с/с был выделен Лешковский с/с. Павловский с/с был упразднён.
В 1927 году были восстановлены Борисковский, Гореносовский, Ленинский, Павловский, Падиковский и Чернодеревенский с/с. Степановский с/с был переименован в Бузлановский. Из Дмитровского с/с был выделен Грибановский с/с, из Зеленьковского — Вельяминовский, из Лохинского — Раздоровский, из Талицкого — Дедовский, из Юрьевского — Абушковский.
В 1929 году Бузлановский с/с был переименован в Степановский.
В ходе реформы административно-территориального деления СССР в 1929 году Павловская волость была упразднена.